# Escuela de Ingeniería de la Universidad Carnegie Mellon
La Escuela de Ingeniería (College of Engineering en idioma inglés) es una de las siete facultades y escuelas que forman la Universidad Carnegie Mellon.
Hay aproximadamente 1650 alumnos a tiempo completo de pregrado, 620 alumnos de maestría y 680 estudiantes de doctorado matriculados en la escuela. Cuenta con un claustro de 170 profesores, cuya investigación es reconocida y apoyada por fuentes como la Fundación Nacional de Ciencias, el Instituto Nacional de Salud, la Agencia de Defensa de Proyectos Avanzados de Investigación y la Agencia de Protección Ambiental. Como parte de la Universidad Carnegie Mellon, la Escuela de Ingeniería trabaja para llevar a cabo la misión de la universidad de "cambiar las necesidades de la sociedad, sobre la base de sus tradiciones de la innovación, la interdisciplinariedad y la resolución de problemas".
Los estudiantes de la Escuela de Ingeniería tiene la ventaja de trabajar con expertos en su propio campo de estudio, así como con los estudiantes y profesores a través de los departamentos de ingeniería y otros institutos académicos. Debido al tamaño pequeño de la universidad, se pueden centrar en la colaboración interdisciplinaria, por lo que los estudiantes se gradúan con una educación de alta calidad que se extiende mucho más allá de sus conocimientos técnicos, garantizando que tengan las habilidades de resolución de problemas necesarias para tener éxito en una colección diversa de carreras individuales.
La escuela ha liderado el camino en muchos campos de la ingeniería y de tendencias, estableciendo el primer instituto nacional de robótica en 1978 y el Instituto de Información de la Red (Information Networking Institute) en 1989.
La Escuela tiene siete departamentos y está clasificada entre las diez mejores de Estados Unidos y el mundo.

## Historia
Fue fundada en 1900 por Andrew Carnegie, quién pretendió crear una "escuela de primer nivel técnico" en Pittsburgh, Pensilvania, para los hijos de los trabajadores locales de las fábricas de acero. En 1905, los grandes edificios de las Escuelas Técnicas Carnegie se comenzaron a construir en un campo al este de la Universidad de Pittsburgh. Los primeros alumnos comenzaron sus clases en edificios sin terminar, todavía rodeados por las nuevas construcciones. La escuela ofreció inicialmente programas de formación de dos y tres años para los hijos de clase obrera de Pittsburgh.
En 1912, cuando la universidad cambió de nombre de Escuelas Técnicas Carnegie a Instituto Carnegie de Tecnología (conocido como Carnegie Tech), se comenzó a ofrecer programas de cuatro años. En 1967, tras la fusión del Instituto Carnegie de Tecnología con el Instituto Mellon de Investigación que dio origen a la Universidad Carnegie Mellon, la Escuela de Ingeniería y Ciencia se dividió en dos centros, la actual Escuela de Ingeniería (College of Engineering) y la Facultad Mellon de Ciencia (Mellon College of Science).